# اولد بیچ، تاسمانی
اولد بیچ (به انگلیسی: Old Beach) یک حومه شهر در استرالیا است که در تاسمانی واقع شده‌است.